# Unione Calcio Sampdoria 1957-1958
Questa voce raccoglie le informazioni riguardanti l'Unione Calcio Sampdoria nelle competizioni ufficiali della stagione 1957-1958.

## Rosa
| N. |                    | Ruolo | Calciatore           |
| -- | ------------------ | ----- | -------------------- |
|    | Italia (bandiera)  | P     | Ezio Bardelli        |
|    | Italia (bandiera)  | P     | Ugo Rosin            |
|    | Italia (bandiera)  | D     | Gaudenzio Bernasconi |
|    | Italia (bandiera)  | D     | Giuseppe Farina      |
|    | Italia (bandiera)  | D     | Benito Sarti         |
|    | Italia (bandiera)  | D     | Romano Agostinelli   |
|    | Austria (bandiera) | C     | Ernst Ocwirk         |
|    | Italia (bandiera)  | C     | Azeglio Vicini       |
|    | Italia (bandiera)  | C     | Paolo Marocchi       |
|    | Italia (bandiera)  | C     | Renato Martini       |

| N. |                   | Ruolo | Calciatore        |
| -- | ----------------- | ----- | ----------------- |
|    | Italia (bandiera) | A     | Eddie Firmani     |
|    | Italia (bandiera) | A     | Mario Tortul      |
|    | Italia (bandiera) | A     | Giuseppe Recagno  |
|    | Italia (bandiera) | A     | Bruno Mora        |
|    | Italia (bandiera) | A     | Oliviero Conti    |
|    | Italia (bandiera) | A     | Giovanni Bolzoni  |
|    | Italia (bandiera) | A     | Alfredo Arrigoni  |
|    | Italia (bandiera) | A     | Renzo Uzzecchini  |
|    | Italia (bandiera) | A     | Franco Mori       |
|    | Italia (bandiera) | A     | Emiliano Giordano |

## Risultati

### Serie A

#### Girone di andata
| 8 settembre 1957 1ª giornata | Sampdoria | 1 – 1 | Atalanta |  |

| 15 settembre 1957 2ª giornata | Fiorentina | 1 – 1 | Sampdoria |  |

| 22 settembre 1957 3ª giornata | Sampdoria | 1 – 1 | Verona |  |

| 29 settembre 1957 4ª giornata | Milan | 0 – 1 | Sampdoria |  |

| 6 ottobre 1957 5ª giornata | Sampdoria | 1 – 1 | SPAL |  |

| 13 ottobre 1957 6ª giornata | Bologna | 3 – 3 | Sampdoria |  |

| 20 ottobre 1957 7ª giornata | Genoa | 3 – 1 | Sampdoria |  |

| 27 ottobre 1957 8ª giornata | Sampdoria | 1 – 1 | Lanerossi Vicenza |  |

| 3 novembre 1957 9ª giornata | Udinese | 3 – 3 | Sampdoria |  |

| 10 novembre 1957 10ª giornata | Sampdoria | 0 – 2 | Inter |  |

| 17 novembre 1957 11ª giornata | Padova | 2 – 0 | Sampdoria |  |

| 24 novembre 1957 12ª giornata | Sampdoria | 1 – 1 | Lazio |  |

| 15 dicembre 1957 13ª giornata | Alessandria | 2 – 0 | Sampdoria |  |

| 22 dicembre 1957 14ª giornata | Sampdoria | 3 – 0 | Napoli |  |

| 29 dicembre 1957 15ª giornata | Juventus | 4 – 1 | Sampdoria |  |

| 5 gennaio 1958 16ª giornata | Sampdoria | 3 – 1 | Roma |  |

| 12 gennaio 1958 17ª giornata | Talmone Torino | 4 – 3 | Sampdoria |  |

#### Girone di ritorno
| 26 gennaio 1958 18ª giornata | Atalanta | 1 – 0 | Sampdoria |  |

| 2 febbraio 1958 19ª giornata | Sampdoria | 3 – 1 | Fiorentina |  |

| 9 febbraio 1958 20ª giornata | Verona | 5 – 3 | Sampdoria |  |

| 16 febbraio 1958 21ª giornata | Sampdoria | 0 – 2 | Milan |  |

| 23 febbraio 1958 22ª giornata | SPAL | 1 – 0 | Sampdoria |  |

| 2 marzo 1958 23ª giornata | Sampdoria | 0 – 1 | Bologna |  |

| 9 marzo 1958 24ª giornata | Sampdoria | 0 – 0 | Genoa |  |

| 16 marzo 1958 25ª giornata | Lanerossi Vicenza | 2 – 4 | Sampdoria |  |

| 30 marzo 1958 26ª giornata | Sampdoria | 3 – 5 | Udinese |  |

| 6 aprile 1958 27ª giornata | Inter | 2 – 2 | Sampdoria |  |

| 13 aprile 1958 28ª giornata | Sampdoria | 3 – 2 | Padova |  |

| 20 aprile 1958 29ª giornata | Lazio | 2 – 2 | Sampdoria |  |

| 27 aprile 1958 30ª giornata | Sampdoria | 1 – 1 | Alessandria |  |

| 4 maggio 1958 31ª giornata | Napoli | 0 – 1 | Sampdoria |  |

| 11 maggio 1958 32ª giornata | Sampdoria | 3 – 2 | Juventus |  |

| 18 maggio 1958 33ª giornata | Roma | 5 – 1 | Sampdoria |  |

| 25 maggio 1958 34ª giornata | Sampdoria | 4 – 0 | Talmone Torino |  |

### Coppa Italia

#### Fase a gironi
| 1ª giornata | Sampdoria | 5 – 0 | Vigevano |  |

| 2ª giornata | Sampdoria | 2 – 1 | Alessandria |  |

| 3ª giornata | Genoa | 1 – 3 | Sampdoria |  |

| 4ª giornata | Vigevano | 0 – 4 | Sampdoria |  |

| 5ª giornata | Alessandria | 2 – 3 | Sampdoria |  |

| 6ª giornata | Sampdoria | 0 – 2 | Genoa |  |

#### Fase finale
| Genova 7 settembre 1958 Quarti di finale | Sampdoria | 2 – 3 (d.t.s.) | Juventus | Stadio Marassi |

## Statistiche

### Statistiche di squadra
| Competizione | Punti | In casa | In casa | In casa | In casa | In casa | In casa | In trasferta | In trasferta | In trasferta | In trasferta | In trasferta | In trasferta | Totale | Totale | Totale | Totale | Totale | Totale | DR  |
| Competizione | Punti | G       | V       | N       | P       | Gf      | Gs      | G            | V            | N            | P            | Gf           | Gs           | G      | V      | N      | P      | Gf     | Gs     | DR  |
| ------------ | ----- | ------- | ------- | ------- | ------- | ------- | ------- | ------------ | ------------ | ------------ | ------------ | ------------ | ------------ | ------ | ------ | ------ | ------ | ------ | ------ | --- |
| Serie A      | 30    | 17      | 6       | 7       | 4       | 28      | 22      | 17           | 3            | 5            | 9            | 26           | 40           | 34     | 9      | 12     | 13     | 54     | 62     | -8  |
| Coppa Italia |       | 4       | 2       | 0       | 2       | 9       | 6       | 3            | 3            | 0            | 0            | 10           | 3            | 7      | 5      | 0      | 2      | 19     | 9      | +10 |
| Totale       |       | 21      | 8       | 7       | 6       | 37      | 28      | 20           | 6            | 5            | 9            | 36           | 43           | 41     | 14     | 12     | 15     | 73     | 71     | +2  |

### Statistiche dei giocatori
| Giocatore      | Serie A  | Serie A | Coppa Italia | Coppa Italia | Totale   | Totale |
| Giocatore      | Presenze | Reti    | Presenze     | Reti         | Presenze | Reti   |
| -------------- | -------- | ------- | ------------ | ------------ | -------- | ------ |
| R. Agostinelli | 10       | 0       | ?            | ?            | 10+      | 0+     |
| A. Arrigoni    | 4        | 0       | ?            | ?            | 4+       | 0+     |
| E. Bardelli    | 31       | -55     | ?            | ?            | 31+      | -55+   |
| G. Bernasconi  | 34       | 0       | ?            | ?            | 34+      | 0+     |
| G. Bolzoni     | 12       | 5       | ?            | ?            | 12+      | 5+     |
| O. Conti       | 15       | 3       | ?            | ?            | 15+      | 3+     |
| G. Farina      | 33       | 1       | ?            | ?            | 33+      | 1+     |
| E. Firmani     | 33       | 23      | ?            | ?            | 33+      | 23+    |
| E. Giordano    | 1        | 0       | ?            | ?            | 1+       | 0+     |
| P. Marocchi    | 25       | 0       | ?            | ?            | 25+      | 0+     |
| R. Martini     | 18       | 0       | ?            | ?            | 18+      | 0+     |
| B. Mora        | 16       | 2       | ?            | ?            | 16+      | 2+     |
| F. Mori        | 2        | 0       | ?            | ?            | 2+       | 0+     |
| E. Ocwirk      | 33       | 6       | ?            | ?            | 33+      | 6+     |
| G. Recagno     | 20       | 5       | ?            | ?            | 20+      | 5+     |
| U. Rosin       | 3        | -7      | ?            | ?            | 3+       | -7+    |
| B. Sarti       | 32       | 0       | ?            | ?            | 32+      | 0+     |
| M. Tortul      | 25       | 6       | ?            | ?            | 25+      | 6+     |
| R. Uzzecchini  | 2        | 0       | ?            | ?            | 2+       | 0+     |
| A. Vicini      | 25       | 1       | ?            | ?            | 25+      | 1+     |